# TC・キスティング
TC・キスティング（TC Kisting、1994年1月13日 - ）は、リーガ・ナツィオナーラ・デ・ラグビーCSディナモ・ブクレシュティに所属するラグビーユニオン選手。

## プロフィール
- ナミビア出身[1]。
- ポジションはスクラムハーフ(SH)、スタンドオフ(SO)。
- 身長 175cm、体重 80kg
- ナミビア代表キャップは18（2025年2月現在）でラグビーワールドカップ2023のナミビア代表に選ばれた[2]。

## 略歴
ウェルウィッチアス、CSMシュティインツァ・バヤ・マーレを経て、2022年、CSディナモ・ブクレシュティに加入。